# Lissothuria
Lissothuria is een geslacht van zeekomkommers uit de familie Psolidae.

## Soorten
- Lissothuria antillensis Pawson, 1967
- Lissothuria braziliensis (Théel, 1886)
- Lissothuria caboblanquensis Arriaga-Ochoa, Alvarado, Solís-Marín, Laguarda-Figueras, 2014
- Lissothuria deichmannae Pawson, 1967
- Lissothuria hancocki (Deichmann, 1941)
- Lissothuria mortenseni Pawson, 1967
- Lissothuria nutriens (Clark, 1901)
- Lissothuria ornata Verrill, 1867
- Lissothuria veleronis (Deichmann, 1941)